# Ивана Маркез Филиповић
Ивана Маркез Филиповић (Панчево, 1976) српска је сликарка, уредница визуелног програма и кустос.

## Биографија
Рођена је 1976. године у Панчеву. Дипломирала је сликарство на Академији уметности Универзитета у Новом Саду 2002. године у класи професора Милана Блануше.
Активно излаже на колективним међународним и локалним изложбама од 1998. године, неке од њих су изложбе у Новом Саду, Београду, Панчеву, Нишу, Шапцу, Зрењанину, Сремској Митровици, Краљеву, Пријепољу, Зајечару, Салцбургу, Катеринију, Литохору, Лептокарији, Пекингу, Куманову и Скопљу. Од 2002. учествује на многим ликовним колонијама у земљи и иностранству. Члан је Савеза удружења ликовних уметника Војводине од 2003, Удружења ликовних уметника Србије од 2010. године и Удружења ликовних уметника Панчева.
Године 2009. отворила је школу цртања за децу „Атеље мали геније”. Добитница је бројних похвала и награда на дечијим међународним и републичким ликовним конкурсима, за радове полазника и за менторски рад. Уредница је визуелног програма у Културном центру Панчева од 2013. и кустос галерије Савремене уметности у Панчеву. Организаторка је и уредница Салона уметности Панчево, Бијенала уметности Панчево, „Нове Технологије” и других манифестација и издања галерије.
Изложбу слика и цртежа „Клице и ливаде” одржала је у Галерији Студентског културног центра Нови Београд 2018. Наредне године је положила испит у Музеју Војводине за звање кустос–историчар уметности, рад је објављен у публикацији Гласник музеја Баната. Такође, објавила је ауторски текст у публикацији „Аквизиције уметничког одељења Градског музеја Вршац 2002―2020”, Драгане Куручев, Градски музеј Вршац 2020.
Ауторка је изложбе радова реномираних аутора из збирке галерије Савремене уметности у Панчеву маја и јуна 2020, на којој је, међу осталим уметницима, излагала своје радове. Изложбу „Шума клица” одржала је у Галерији Савеза удружења ликовних уметника Војводине марта 2023.